# Agapema
Agapema este un gen de molii din familia Saturniidae. 

## Specii
- Agapema dyari Cockerell, 1914
- Agapema galbina (Clemens, 1860)
- Agapema homogena Dyar, 1908
- Agapema solita Ferguson, 1972